# Arleuf
Arleuf – miejscowość i gmina we Francji, w regionie Burgundia-Franche-Comté, w departamencie Nièvre.
Według danych na rok 1990 gminę zamieszkiwały 863 osoby, a gęstość zaludnienia wynosiła 14 osób/km² (wśród 2044 gmin Burgundii Arleuf plasuje się na 270. miejscu pod względem liczby ludności, natomiast pod względem powierzchni na miejscu 5.).